# Arsenij Logašov
Arsenij Maksimovič Logašov (in russo Арсений Максимович Логашов?, traslitterazione anglosassone: Arseniy Maksimovich Logashov; Kursk, 20 agosto 1991) è un ex calciatore russo, di ruolo difensore.

## Caratteristiche tecniche
Gioca prevalentemente da terzino destro, anche se all'occorrenza può essere schierato sulla corsia mancina.

## Carriera

### Club
Nel 2008 ha debuttato nella Russian National Football League con la maglia dell' FC Sportakademklub Moscow. Nel 2009 viene acquistato dal Khimki, e, nell'estate del 2011, è stato acquistato dall' Anzhi Makhachkala per circa 400.000 euro. Dopo aver trascorso la prima metà della stagione in prestito al Fakel Voronezh, è stato poi inserito in pianta stabile nella prima squadra dell'Anzhi. Nell'estate del 2013 viene ceduto per circa 3 milioni di euro alla Lokomotiv Mosca, che lo gira subito in prestito al Rostov per una stagione: qui vive una stagione da protagonista, terminata col raggiungimento del settimo posto in classifica e con la conquista della Coppa di Russia 2013-2014, che ha garantito al Rostov la partecipazione all'edizione 2014-2015 della UEFA Europa League. Scaduto il prestito, fa ritorno alla Lokomotiv Mosca.

### Nazionale
Dopo aver collezionato diverse presenze con le nazionali giovanili russe, il 15 agosto 2012 ha compiuto il suo esordio nella nazionale maggiore, nella partita amichevole giocata contro la Costa d'Avorio.

## Statistiche

### Cronologia presenze e reti in Nazionale
| Cronologia completa delle presenze e delle reti in nazionale ― Russia | Cronologia completa delle presenze e delle reti in nazionale ― Russia | Cronologia completa delle presenze e delle reti in nazionale ― Russia | Cronologia completa delle presenze e delle reti in nazionale ― Russia | Cronologia completa delle presenze e delle reti in nazionale ― Russia | Cronologia completa delle presenze e delle reti in nazionale ― Russia | Cronologia completa delle presenze e delle reti in nazionale ― Russia | Cronologia completa delle presenze e delle reti in nazionale ― Russia |
| Data                                                                  | Città                                                                 | In casa                                                               | Risultato                                                             | Ospiti                                                                | Competizione                                                          | Reti                                                                  | Note                                                                  |
| --------------------------------------------------------------------- | --------------------------------------------------------------------- | --------------------------------------------------------------------- | --------------------------------------------------------------------- | --------------------------------------------------------------------- | --------------------------------------------------------------------- | --------------------------------------------------------------------- | --------------------------------------------------------------------- |
| 15-8-2012                                                             | Mosca                                                                 | Russia                                                                | 1 – 1                                                                 | Costa d'Avorio                                                        | Amichevole                                                            | -                                                                     | 30’                                                                   |
| Totale                                                                |                                                                       | Presenze                                                              | 1                                                                     |                                                                       | Reti                                                                  | 0                                                                     |                                                                       |

## Palmarès

### Club

#### Competizioni nazionali
- Coppa di Russia: 1

Lokomotiv Mosca: 2014-2015